# Canadá nos Jogos Pan-Americanos de 1979
O Canadá competiu nos Jogos Pan-Americanos de 1979 em San Juan, Porto Rico, de 1 a 15 de julho de 1979. Conquistou 138 medalhas nesta edição.